# SPARC (トカマク型)
 SPARCは、マサチューセッツ工科大学（MIT）プラズマ科学・核融合センター（PSFC）と共同でCommonwealth Fusion Systems（CFS）によって開発されているトカマク型核融合炉である。資金は、Eni、Breakthrough Energy Ventures 、 Khosla Ventures、Temasek、Equinor、DevonshireInvestorsなどから提供されている。
SPARCは、ARC核融合発電所のコンセプトに基づいて発電所を建設するために必要な技術と物理学を検証することを計画している。SPARCは、損益分岐点を超えるマージンでこれを達成するように設計されており、比較的コンパクトなサイズにもかかわらず、10秒間のバーストで最大140MWの核融合出力を達成できる可能性がある。
プロジェクトの当初の4年間のタイムライン は2025年まで延長されている。

## 歴史
SPARCプロジェクトは2018年に発表され、2022年に完了する予定であった。 2021年3月、CFSは、マサチューセッツ州デベンズのキャンパスにSPARCを構築する計画を発表した。
2021年9月には、試作した強磁場コイルの試験に成功し、磁場強度20Tという温熱超電導マグネットの記録を達成した。

## 技術
SPARCは、77 K（最適には10 K）の高温でも超伝導を維持するイットリウムバリウム銅酸化物（YBCO）高温超伝導磁石を使用している。得られるプラズマは、高温（2億K）で維持するのに必要なエネルギーの少なくとも2倍のエネルギーを生成すると予想され、予想されるQ≈11で融合ゲインQ > 2を与える。